# Clay Township (comté de Clark, Missouri)
Pour les articles homonymes, voir Clay Township.
Clay Township est un township  du comté de Clark dans le Missouri, aux États-Unis,. Il est fondé en 1868 et baptisé en référence à Henry Clay, un homme politique américain.

## Source de la traduction
- (en) Cet article est partiellement ou en totalité issu de l’article de Wikipédia en anglais intitulé « Clay Township, Clark County, Missouri » (voir la liste des auteurs).